# رافاييل أرواخو سيلفا
رافاييل أرواخو سيلفا (11 أكتوبر 1988 بفيتوريا دي سانتو أنتاو في البرازيل - ) هو لاعب كرة قدم برازيلي في مركز الوسط. لعب مع أتلتيكو براغانتينو ونادي غواراني وماريليا أتلتيكو ‏ وأونياو ساو جواو ‏.

## وصلات خارجية
- رافاييل أرواخو سيلفا على موقع قاعدة بيانات كرة القدم.إي يو (الإنجليزية)
- رافاييل أرواخو سيلفا على موقع Soccerway.com (الإنجليزية)